# Aeolagrion dorsale
Aeolagrion dorsale – gatunek ważki z rodziny łątkowatych (Coenagrionidae).